# Пјер-Жил де Жен
Пјер-Жил де Жен (фр. Pierre-Gilles de Gennes, 24. октобар 1932 – 18. мај 2007) био је француски физичар, који је 1991. године, добио Нобелову награду за физику „за откриће примене метода проучавања феномена уређености у комплексније сврхе, посебно код течних кристала и полимера”.